# Daniel Réhn
Jon Daniel Réhn, folkbokförd Rehn, född 11 maj 1974 i Arvika Västra församling i Värmlands län, är en svensk manusförfattare. 
Daniel Réhn växte upp i Klässbol i Arvika kommun. Han har tillsammans med Edward af Sillén skrivit manus till flera tv- och scenproduktioner, såsom Melodifestivalen, Guldbaggegalan, QX-Galan och Eurovision Song Contest.

## Filmografi

### Manus
- 2014 – Medicinen
- 2015 – En underbar jävla jul